# Librărie

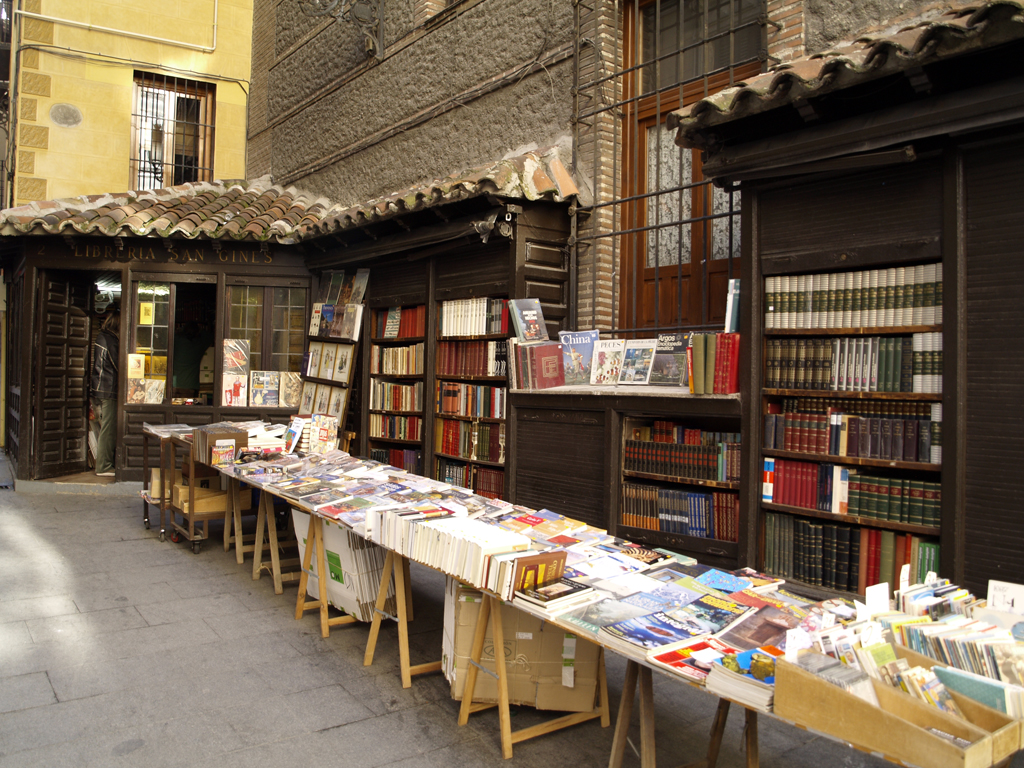
O librărie din Madrid, capitala Spaniei

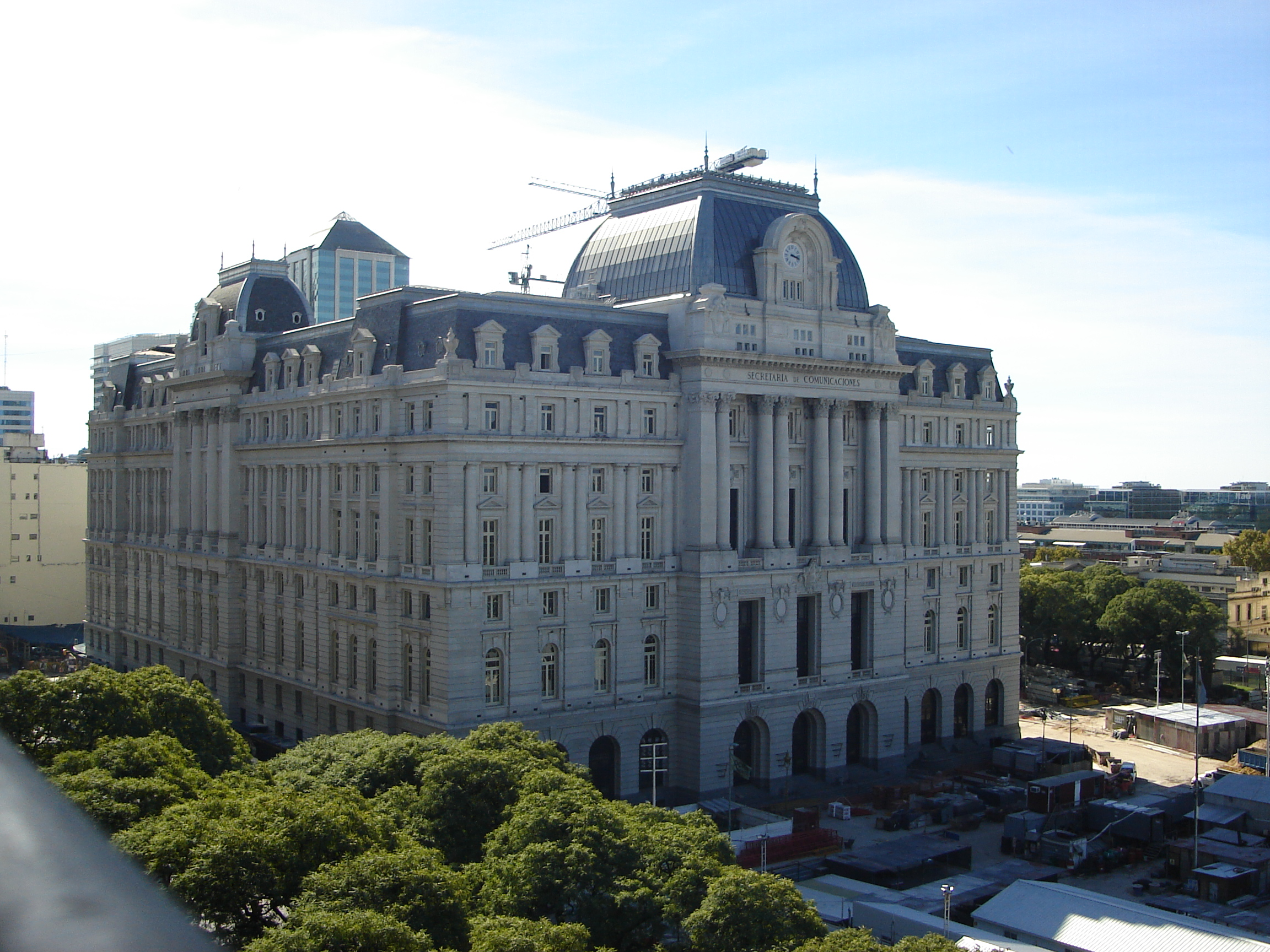
Librărie în Buenos Aires, Argentina

Librăria este un magazin specializat în vânzarea de cărți și articole de papetărie. La pragul dintre secolele al XX-lea și al XXI-lea, odată cu dezvoltarea internetului și a comerțului online, librăriile clasice au fost nevoite să se adapteze acestor tendințe pentru a rămâne profitabile. Magazinele specializate în cumpărarea și vânzarea de cărți vechi se numesc anticariate. 